# Nervus radialis
De nervus radialis is een belangrijke zenuw die door de arm loopt. Hij ontstaat uit de fasciculus posterior van de plexus brachialis en loopt verder langs de laterale zijde van de arm naar beneden.
De nervus radialis bezenuwt alle spieren die instaan voor het strekken van de pols, hand en vingers. Hij verzorgt eveneens de gevoeligheid van de huid aan de laterale zijde van de arm, de duimmuis en de achterkant van de hand aan duimzijde.